# Abraham Ancer
Abraham Ancer, né le 27 février 1991 à McAllen (États-Unis), est un golfeur américano-mexicain représentant le Mexique. Il prend part au circuit de la PGA Tour depuis 2015 et y compte une victoire avant de rejoindre le LIV Golf en août 2022.

## Biographie

### 2022: Départ du PGA Tour pour le LIV Golf
En mi-2022, Abraham Ancer occupe la 24e place mondial dans l'Official World Golf Ranking. Le fonds public d'investissement d'Arabie saoudite (PIF) dont le directeur est Yasir Al-Rumayyan décide de lancer une nouveau circuit professionnel de golf masculin nommé LIV Golf et porté par l'ancien golfeur australien Greg Norman en sélectionnant ses joueurs à base de contrats annuels comme une ligue dissidente à la PGA Tour. Ce projet a pour ambition de redorer l'image de l'Arabie saoudite. Séduit par l'aspect financier de ce projet, Abraham Ancer décide de quitter le PGA Tour pour le LIV Golf. Il accompagne ainsi d'autres golfeurs de renom ayant opté pour ce même choix en août 2022 tels Cameron Smith, Joaquín Niemann, Bryson DeChambeau, Branden Grace, Henrik Stenson, Phil Mickelson, Dustin Johnson, Patrick Reed, Martin Kaymer, Ian Poulter, Louis Oosthuizen et Brooks Koepka.

## Palmarès

### Victoires professionnelles
| N° | Date       | Circuit principal | Tournoi                            | Score           | Par  | Marge   | Finaliste                     |
| -- | ---------- | ----------------- | ---------------------------------- | --------------- | ---- | ------- | ----------------------------- |
| 1  | 05/07/2015 | Web.com           | Nova Scotia Open                   | 69-70-64-68=271 | - 13 | Playoff | United States Bronson Burgoon |
| 2  | 18/11/2018 | Australasia       | Emirates Australian Open           | 69-69-65-69=272 | - 16 | 5 coups | Dimitrios Papadatos           |
| 3  | 08/08/2021 | PGA               | WGC-FedEx St. Jude Invitational[1] | 67-62-67-68=264 | - 16 | 6 coups | Sam Burns Hideki Matsuyama    |
| 4  | 05/02/2023 | Asian             | PIF Saudi International            | 63-66-64-68=261 | - 19 | 2 coups | Cameron Young                 |
| -  | 05/11/2023 | -                 | Pan American Games                 | 68-67-65-67=267 | - 21 | 1 coup  | Sebastián Muñoz               |
| 5  | 10/03/2024 | LIV Golf          | LIV Golf Hong-Kong                 | 63-62-72=197    | -13  | Playoff | Paul Casey Cameron Smith      |

1 Co-sanctionné par le Tour européen .